# Andrea Facchin
Andrea Facchin (ur. 20 września 1978 w Padwie) – włoski kajakarz, brązowy medalista olimpijski.
Brązowy medalista igrzysk olimpijskich w Pekinie w 2008 roku w konkurencji K-2 (razem z Antonio Scaduto) na 1000 m. Startował również podczas igrzysk w Atenach w 2004 roku, bez większych sukcesów. 
Odznaczony w 2008 roku Orderem Zasługi Republiki Włoskiej.